# NGC 5382
NGC 5382 (другие обозначения — UGC 8885, MCG 1-36-7, ZWG 46.22, PGC 49711) — линзообразная галактика (S0) в созвездии Дева.
Этот объект входит в число перечисленных в оригинальной редакции «Нового общего каталога».